# تیری پژو
تیری پژو (به فرانسوی: Thierry Peugeot) (زاده ۱۹۵۶) کارآفرین، صنعت‌گر و مدیر ارشد اجرایی فرانسوی است، که از سال ۲۰۰۲ به‌عنوان رئیس هیئت مدیره شرکت پژو سیتروئن فعالیت می‌نماید.
وی یکی از اعضای خانواده پژو می‌باشد و از نسل ششم این خانواده به‌شمار می‌آید، که به‌طور مستقیم هدایت شرکت خودروسازی پژو را در دست دارند.